# Кобылья Голова (гора)
Кобылья Голова — гора и глыбовые скалы на Среднем Урале, в Невьянском районе Свердловской области России. Расположена к северо-западу от Екатеринбурга, возле посёлка Аять. Гора и скалы Кобылья Голова на ней — геоморфологический памятник природы и место отдыха.
Название гора получила из-за внешнего сходства одной из скал на её склоне с лошадиной головой.

## Описание
Гора Кобылья голова расположена в живописной местности. Сложенная гранодиоритами гора полностью покрыта лесом. С западной стороны горы протекает речка Кырман, пересыхающая во время засух, над берегом которой нависают скалы. Гора вытянута с запада на восток, её гребень венчает скальная гряда. На западном склоне горы находятся скалы Кобылья Голова и Каменный Цветок, напоминающая каменный цветок из сказа П. П. Бажова. У подножия горы, с южной стороны имеется стоянка для автомобилей.